# Stompsprietslakvlieg
Stompsprietslakvlieg (Hydromya dorsalis) is een vliegensoort uit de familie van de slakkendoders (Sciomyzidae). De wetenschappelijke naam van de soort is voor het eerst geldig gepubliceerd in 1775 door Fabricius.